# Caudecoste
 Caudecoste  là một xã thuộc tỉnh Lot-et-Garonne trong vùng Nouvelle-Aquitaine phía tây nam nước Pháp. Xã này nằm ở khu vực có độ cao trung bình 65 mét trên mực nước biển.
Sông Auroue tạo thành toàn bộ ranh giới phía đông xã còn sông Garonne tạo thành một phần ranh giới phía bắc.